# Конецпольский, Якуб
Якуб из Конецполя (ок. 1356—1430) — государственный и военный деятель Королевства Польского, воевода серадзский и староста куявский, член королевского совета при Владиславе II Ягелло, вахмистр двора польской королевы Софии Гольшанской.

## Биография
Представитель польского шляхетского рода Конецпольских герба «Побог». Сын старосты куявского Пржедбора, родоначальника рода Конецпольских.
В 1394 году Якуб из Конецполя упоминается в источниках в качестве воеводы серадзского и старосты куявского. В 1400 году подписал акт создания Краковского университета. Будучи членом королевского совета, в 1401 году участвовал в польско-литовских переговорах, которые предшествовали заключению Виленско-Радомской унии. В 1403 году принимал в Люблине с великого князя литовского Витовта обязательство не вступать в военный союз с Тевтонским орденом без согласия Владислава II Ягелло.
В 1410 году Якуб из Конецполя принимал участие в Грюнвальдской битве с тевтонскими рыцарями-крестоносцами, командуя отдельной хоругвью. В 1413 году участвовал в польско-литовском съезде в Городло. В 1420-х годах — вахмистр двора польской королевы Софии, четвёртой жены Владислава Ягелло. В 1428 году за свой труд в воспитании малолетних королевичей Владислава и Казимира получил 400 гривен и городок Лелюв в окрестностях Влощовы.
В 1430 году Якуб из Конецполя скончался.

## Семья
Был женат на Констанции (ум. после 1427), воспитательнице сыновей польского короля Владислава II Ягелло. Дети:
- Ян Ташка Конецпольский (ум. 1455), канцлер великий коронный (1434—1454), староста серадзский и лелювский.
- Пржедбор Конецпольский (ум. после 1458), каштелян розпшский (1434), староста пшемысльский (1440) и каштелян сандомирский (1442).